# Ньямубая, Фридом
Фридом Ньямубая (англ. Freedom Nyamubaya; 1958?, Восточный Машоналенд — 5 июля 2015) — зимбабвийская поэтесса, танцовщица, фермер, феминистка и революционерка. Во время войны в Южной Родезии она была одной из немногих женщин-командиров полевых операций. В 1979 году она была избрана министром образования на первой конференции Женской лиги Зимбабвийского африканского национального союза (ZANU).

## Биография
Ньямубая родилась в Узумбе в Восточном Машоналенде. Бросила среднюю школу в возрасте 15 лет, чтобы присоединиться к Африканской национально-освободительной армии Зимбабве (ZANLA) во время её мятежа против преимущественно белого правительства Родезии. Она поехала в тренировочный лагерь ZANLA в Мозамбике. Во время войны в Южной Родезии она была одной из немногих женщин-командиров полевых операций; хотя после войны её разочаровало то, как обращались с демобилизованными партизанами. Затем она стала министром образования на первой конференции Женской лиги Зимбабвийского африканского национального союза (ZANU).
После обретения Зимбабве независимости в 1980 году Ньямубая продолжала активно работать над расширением прав и возможностей зимбабвийцев. В середине 1980-х годов она основала организацию гражданского общества «Службы обучения менеджменту для сельского и городского развития» (MOSTRUD) в Марондере. Первоначальная цель состояла в том, чтобы помочь беженцам и людям, которые были перемещены в результате войны за независимость, путем обеспечения реабилитации, реинтеграции и обучения сельскохозяйственным навыкам для поддержки средств к существованию. Она продолжала возглавлять организацию до своей смерти, уделяя особое внимание развитию сельских районов, поддержке сельского хозяйства и театру для женщин и молодёжи.
У Фридом Ньямубая есть два опубликованных сборника стихов: «Снова в дороге: стихи во время и после национального освобождения Зимбабве» (Издательство Зимбабве, 1985) и «Сумерки рассвета» (College Press, 1995). Она написала произведение «Ндангариро» в соавторстве с Ирен Ропа Ринопфука Махамбой (Зимбабвийский фонд образования и производства, 1987). Её рассказ «Особое место» опубликован в антологии «Writing Still: New Stories from Zimbabwe» (Weaver Press, 2003).
В своем стихотворении «Введение», открывающем «Снова в дороге», Ньямубая выразила готовность продолжать борьбу с несправедливостью после окончания войны в Южной Родезии.
Ньямубая была получила признание в качестве поэта на литературных фестивалях и мероприятиях в Африке и за рубежом, в том числе Poetry Africa on Tour в сентябре 2010 года в Хараре и на 18-м Международном фестивале поэзии в Медельине в Колумбии в 2008 году.
Ньямубая был увлечена традиционной музыкой мбира и выступала в качестве танцовщицы на сцене, в том числе с известным музыкантом Томасом Мапфумо.